# Novo Celje
Novo Celje je naselje ob Dobriši vasi med Celjem in Žalcem. Ustanovljeno je bilo leta 1989/98 iz dela ozemlja naselja Dobriša vas. Leta 2015 je imelo osem prebivalcev, 2025 pa že 15.  
Tu se nahaja dvorec Novo Celje iz 18. stoletja, najvidnejši primerek stavbne dediščine Spodnje Savinjske doline. 
Leži ob magistralni cesti med Petrovčami in Žalcem. Zgradba predstavlja tudi eno najlepših baročnih arhitekturnih stvaritev na Slovenskem. Tu je pred graščino stal grad Brutnberg (po domače Plumberk). V letu 1752 (1755) ga je za 25.000 goldinarjev kupil grof Anton Gaisruck, ki se je imel za dediča grofov Celjskih. Stari grad je podrl in zgradil novega, podobnega dunajskemu letnemu dvorcu Schönbrunn. Pri gradnji je uporabil tudi gradivo s Celjskega zgornjega gradu, kar je še pospešilo njegovo razpadanje.
Vhod graščine Novo Celje tik ob levi strani železniške proge Celje-Velenje krasita kipa Herkula  in Samsona. Nekatere kipe s posesti danes hrani Narodni muzej Slovenije v Ljubljani.
Sredi 19. stoletja je bil nekaj časa lastnik J. L. Hausmann, oče pesnice Fany Hausmann. Na njenih posestih so v 60. letih 19. stoletja začeli gojiti hmelj po zgledu južnonemške dežele Baden-Württemberg, kar je bil začetek hmeljarstva na Slovenskem. Pred drugo svetovno vojno je imela v njej sedež bolnišnica za duševno bolne. Pripadniki nemških oboroženih sil so junija 1941 od tod deportirali 357 bolnikov. 
Usmrčeni so bili v plinskih celicah na gradu Hartheim
v bližini Linza, kjer so v letih 1940 in 1941 ubili več kot 18.000 duševno bolnih in invalidov iz cele Nemčije.
Občina Žalec, lastnica objekta je ob vhodu na ta dogodek postavila spominsko ploščo. Notranjost je delno obnovljena.

## Galerija
- Graščina Novo Celje, severno pročelje.
- Južna stena z uro